# Dinner for one
Dinner for one (en alemán Der neunzigste Geburtstag, el cumpleaños nonagésimo) es una producción de televisión de la cadena NDR del año 1963, escrita por el autor británico Lauri Wylie inicialmente para el teatro en los años veinte. Se trata de un sketch de corta duración (18 minutos) en la que dos cómicos ingleses Freddie Frinton (criado) con su compañera May Warden (Miss Sophie) ponen en escena un servicio de cena con motivo de la celebración del 90 cumpleaños de la señora. 
El corto es un clásico de la televisión en la noche de Nochevieja en Alemania, Dinamarca, Suecia, Finlandia  y Austria, en algunos países se llega a repetir más de una docena de veces en diferentes canales de televisión. En Noruega forma parte de la tradición  navideña, y se emite por la noche del día 23 de diciembre. En todos estos países se suele poner la versión íntegra en idioma inglés.

## Sketch
La cena transcurre en un ambiente inglés en el que la señora, Miss Sophie, suele invitar cada año con motivo de este aniversario a sus amigos más cercanos: Mr Pommeroy, Mr Winterbottom, Sir Toby y al almirante von Schneider. Es de notar que la celebración no tiene nada que ver con la Nochevieja, tal y como se ha mencionado a veces erróneamente. El problema es que Miss Sophie tiene una considerable edad y ha sobrevivido a todos sus amigos, quedando sola en la celebración. Su criado James (igualmente mayor) sirve esta noche de primero una sopa Mulligatawny (Miss Sophie ordena en este caso un jerez), un bacalao del mar del Norte con vino blanco, pollo con champán y finalmente frutas como postre (con oporto). Durante el servicio de mesa James va brindando en el lugar de los comensales ausentes, bebiendo (a veces vaciando) alguna de las botellas y esta actitud hace que se vaya embriagando poco a poco, lo que da lugar a diferentes sketches, con una piel de tigre que hace las veces de alfombra, con jarrones de flores, etc. 
Durante el servicio de cada plato, se pronuncia la frase (hoy en día muy popular en algunos países del norte de Europa):
James: ¿El mismo procedimiento que el año pasado, Miss Sophie?
Miss Sophie: ¡El mismo procedimiento que todos los años, James!
Tras la cena, Miss Sophie indica al muy ebrio James que desea retirarse a la cama, a lo que James responde:
James: Por cierto, ¿el mismo procedimiento que el año pasado, Miss Sophie?
Miss Sophie, encantada: ¡El mismo procedimiento que todos los años, James!
James: Bueno, ¡lo haré lo mejor que pueda!

## Curiosidades
Este corto figura en el Libro Guinness de los récords (1988-1995 eds.) como una de las series de televisión más repetidas, en ediciones posteriores no apareció en esta categoría.